# سید صادق طباطبایی
سید صادق طباطبایی (۵ فروردین ۱۳۲۲ – ۲ اسفند ۱۳۹۳) سیاستمدار، استاد دانشگاه، نویسنده و روزنامه‌نگار ایرانی بود. او از افراد تأثیرگذار در سال‌های پیش و پس از انقلاب ۱۳۵۷ بود و سخنگویی دولت موقت ایران در دوره مهدی بازرگان را نیز برعهده داشت. او همچنین به عنوان معاون وزیر کشور مجری برگزاری همه‌پرسی نظام جمهوری اسلامی در ایران بود. او خواهر زاده سید موسی صدر بود و خواهر وی فاطمه طباطبایی همسر سید احمد خمینی پسر سید روح‌الله خمینی بود. وی همچنین پسرخاله زهره صادقی همسر سید محمد خاتمی است. صادق طباطبایی دو فرزند دارد که در آلمان زندگی می‌کنند و با اینکه از خویشاوندان نزدیک خانواده خمینی هستند و پدرشان نقش مهمی در انقلاب ایران و برپایی جمهوری اسلامی داشت هیچگاه راضی به زندگی در ایران نشدند.

## تولد و خانواده

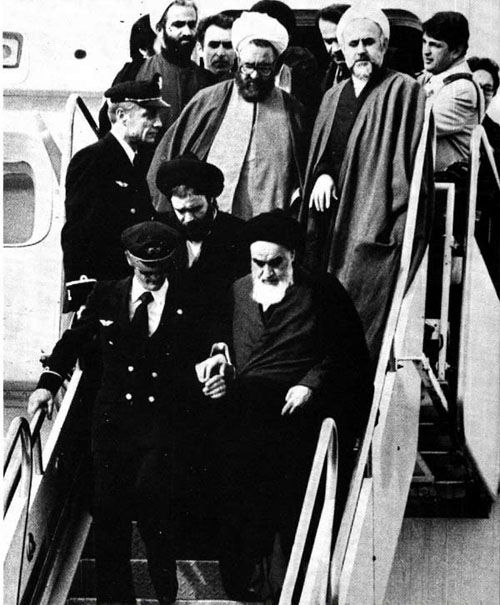
تصویری از روح‌الله خمینی رهبر انقلاب ۱۳۵۷ هنگام ورود به ایران. صادق طباطبایی در گوشه سمت راست تصویر قرار دارد.

صادق طباطبایی متولد ۵ فروردین ماه ۱۳۲۲ در شهر قم است. او فرزند سید محمدباقر سلطانی و خواهرزادهٔ سید موسی صدر، سید رضا صدر و برادر همسر سید احمد خمینی (فرزند روح‌الله خمینی) بود.

## تحصیلات
او پس از گذراندن دوران دبیرستان در شهر قم و اقامت کوتاهی نزد سید موسی صدر برای ادامه تحصیل راهی آلمان شد و ابتدا در رشته شیمی (با گرایش شیمی آلی) در دانشگاه آخن و سپس در دانشگاه رور بوخوم به تحصیل در رشته بیوشیمی پرداخت و سرانجام موفق به اخذ درجه دکترا در آن رشته، در شاخه آنزیمولوژی و ژنتیک گردید و در سن سی و دو سالگی استاد دانشگاه رور بوخوم شد. وی در سال ۱۹۷۱ (۱۳۵۰) به عضویت جامعه پژوهش‌گران آلمان (DFG) درآمده و نتایج پژوهش‌های او در مجله علمی FEBC، ارگان فدراسیون اروپایی بیوشیمیست‌ها منتشر می‌شده است.

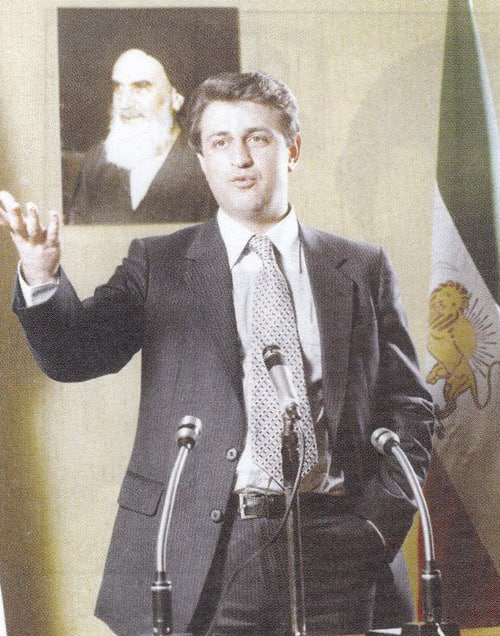
صادق طباطبایی در نشست خبری با مطبوعات پیرامون رفراندوم در اسفند ۱۳۵۷

### فعالیت‌های دوران دانشجویی
صادق طباطبائی به موازات تحصیل سردبیر نشریه «دانشجوی مسلمان» بود که به مدت پنج سال (تا انقلاب ۱۳۵۷) در آلمان منتشر و در سراسر جهان توزیع می‌شد. این نشریه به نقد فلسفی رژیم شاه و اهمیت استراتژیک دموکراسی اسلامی و اسلام میانه‌رو در ایران و خاورمیانه می‌پرداخت. طباطبایی علاوه بر عضویت در سازمان کنفدراسیون دانشجویان و محصلین ایرانی، بنیان‌گذار و عضو اتحادیه انجمن‌های اسلامی دانشجویان در اروپا، آمریکا و کانادا و چند دوره دبیر روابط بین‌الملل آن سازمان نیز بود. فصلنامه اسلام مکتب مبارز؛ ارگان انتشاراتی این اتحادیه نیز با سردبیری او منتشر می‌شد.در زمان اقامت در آلمان به همسر خود گفته بود نظریه ترمودینامیک را به وسیله کتاب «عشق و پرستش» نوشته بازرگان بهتر فهمیده است.
همچنین زهره صادقی دختر خاله وی (همسر سیدمحمدخاتمی) رئیس‌جمهور اسبق ایران است.

## زندگی شخصی

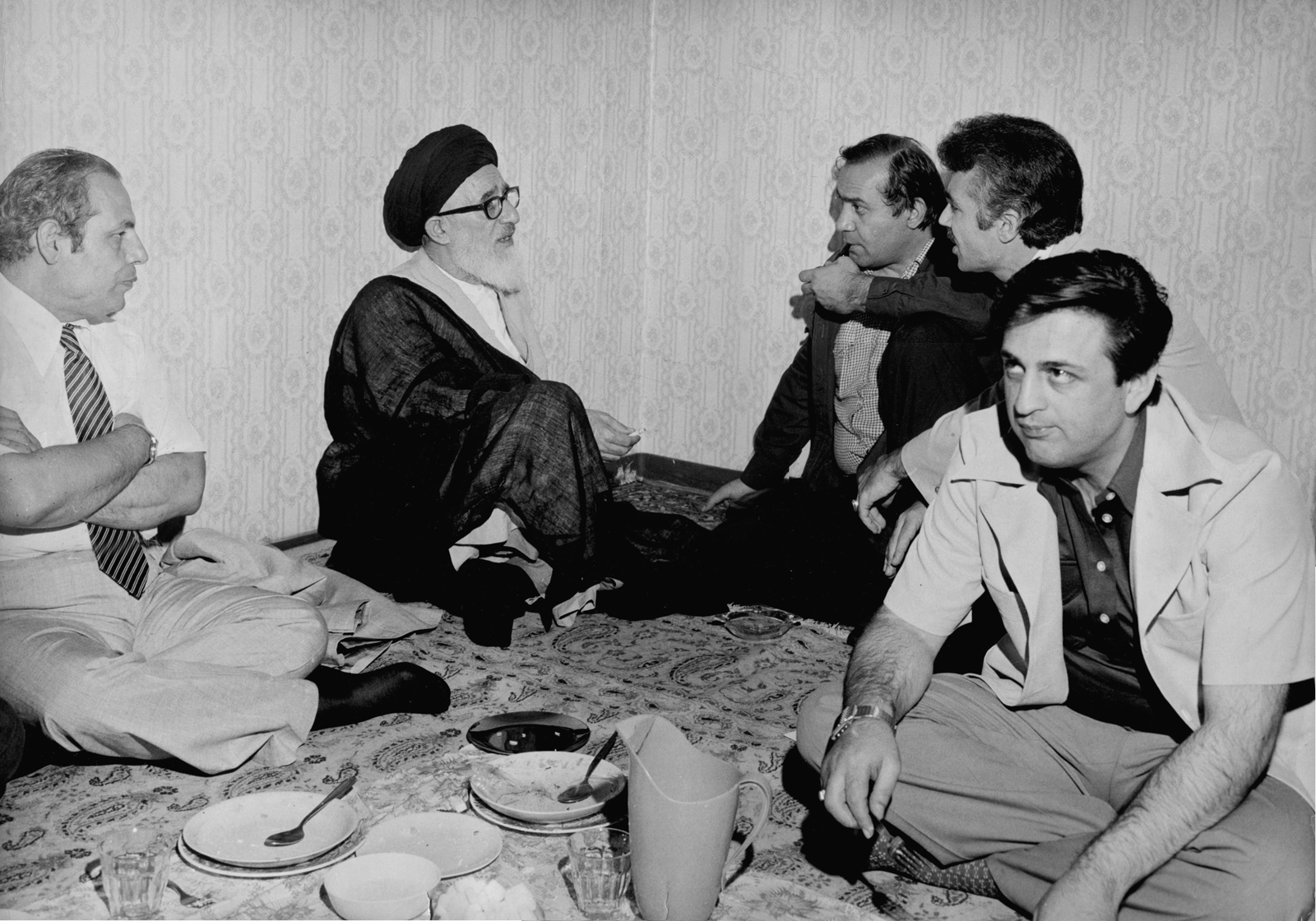
دیدار سید محمود طالقانی با برخی از اعضای دولت موقت بازرگان در مهمانی بعد از افطار در مرداد ۱۳۵۸

وی در سال ۱۳۴۵ با دختر خاله خود «فاطمه صدر عاملی» خواهر زاده دیگر سید موسی صدر و فارغ‌التحصیل روان‌شناسی و جامعه‌شناسی تعلیم و تربیت ازدواج کرد که ثمره این ازدواج یک دختر و پسر به نام‌های غزاله طباطبایی (پزشک و متخصص مغز و اعصاب، متولد ۱۳۵۲) و عدنان (مدرس دانشگاه دوسلدورف و مدیر مرکز تحقیقات شرق CARPO در بُن آلمان، متولد ۱۳۵۶) است. فرزندان او هر دو در آلمان بزرگ شدند و در آنجا کار و زندگی می‌کنند.

### عدنان طباطبایی
عدنان طباطبایی پسر وی، از بنیان‌گذاران و مدیر عامل مرکز تحقیقات کاربردی همکاری با شرق است که به‌واسطه دانستن فارسی و آشنایی با فرهنگ ایران به سیاستمداران و بازرگانان اروپایی در مورد ایران اطلاعات و مشاوره ارایه می‌دهد. عدنان یکی از بنیانگذاران و مدیران اندیشکده کارپو (CARPO – Center for Applied Research in Partnership with the Orient) است. در ژانویه ۲۰۲۳ خبر آمد که کارپو برای پروژه‌ای با هدف تقویت «گفت‌وگو» میان ایران و کشورهای منطقه شامل عراق، یمن، عربستان سعودی و امارات مبلغ ۹۰۰ هزار یورو از وزارت خارجه آلمان دریافت کرده است. پروژه پیشین این اندیشکده نیز ۲۹۰ هزار یورو دریافت کرده بود. عدنان در مصاحبه با شرق در اسفند ۱۳۹۳ ارائه سخنرانی و اطلاعات راجع به ایران به اروپایی‌ها را خدمت به ایران خواند و همچنین گفت وقتی یازده ساله بوده در پاسخ به پیشنهاد احمد خمینی برای زندگی در ایران گفته است که چون در آلمان دوستانی دارد نمی‌خواهد از آنها دور باشد. وی به همراه علی واعظ و آرین طباطبایی با تشکیل شبکه «طرح کارشناسان ایران» (که در مکاتبات داخلی دیپلمات‌های ایرانی «شبکه جوانان» نامیده می‌شود) با اندیشکده‌های پیشرو بین‌المللی و موسسات آکادمیک، عمدتاً در اروپا و آمریکا ارتباط برقرار کرده ودر ملاقات‌های خود با افراد دراای نفوذ و اندیشکده و … برای توضیح و دفاع از سیاست خارجی جمهوری اسلامی و فعالیت‌های هسته‌ای و نظامی، مصاحبه با رسانه‌ها، شرکت در نشست‌ها و به دولت‌های غربی دربارهٔ ایران مشاوره می‌دادند.
عدنان مدیر مؤسسه پژوهشی «کارپو» و برای مشاوره به وزارت خارجه المان ۹۰۰ هزار یورو دریافت کرده بود.

### موسیقی
صادق طباطبایی در دوران تحصیل در دبیرستان در قم با تأکید دایی‌اش سید موسی صدر به فراگیری موسیقی ایرانی روی آورد و در آلمان نیز با موسیقی کلاسیک غربی آشنا شد. با کمرنگ شدن نقش‌های سیاسی طباطبایی در دهه ۱۳۶۰ او به معاشرت و دوستی با موسیقیدانانی چون علی تجویدی، محمدرضا شجریان، پرویز مشکاتیان، محمد موسوی، پرویز یاحقی، فرهنگ شریف، احمد عبادی و حبیب‌الله بدیعی پرداخت.
او که در آلمان به صورت خودآموز نوازندگی پیانو را فراگرفته بود به توصیه احمد عبادی نزد فخری ملک‌پور نواختن پیانو در کوک‌های چپ و راست ایرانی را تکمیل کرد. طباطبایی در مصاحبه‌ای عنوان کرده بود که اجراهایش با برخی از موسیقیدانان از جمله پرویز یاحقی را روح‌الله خمینی نیز شنیده است. این آثار تاکنون منتشر نشده‌اند.

## پس از انقلاب
طباطبایی در ۱۲ بهمن ۱۳۵۷ همراه روح‌الله خمینی به ایران آمد و ابتدا در وزارت کشور، معاونت سیاسی و اجتماعی آن وزارتخانه و نیز برگزاری همه‌پرسی نظام جمهوری اسلامی در ایران را عهده‌دار شد.
صادق طباطبایی سپس در دولت مهدی بازرگان معاونت سیاسی نخست‌وزیر و سخنگویی دولت را بر عهده گرفت و به عنوان وزیر مشاور این دولت، انجام وظیفه کرد. بعد از استعفای بازرگان و تا شروع نخست‌وزیری محمدعلی رجایی؛ وی با حکم خمینی، سمت سرپرستی نخست‌وزیری و نهادهای وابسته را عهده‌دار شد. کمال حبیب‌اللهی آخرین فرمانده نیروی دریایی شاهنشاهی ایران گفته است که در ابتدای انقلاب در زمان بازپس دادن زیردریایی‌های مدرن آمریکا، صادق طباطبایی خواستار تعویض آنها با تراکتور بوده است. وی در اولین انتخابات ریاست جمهوری ایران در بهمن ۱۳۵۸ نامزد رئیس‌جمهوری شد که با اختصاص کمتر از یک درصد آرا در این زمینه توفیقی به دست نیاورد.

### نظر صادق طباطبایی در خصوص قرارداد الجزایر
صادق طباطبایی در جایگاه معاون وزیر کشور در مصاحبه خود با روزنامه اطلاعات که در ۲۹ خرداد ۱۳۵۸ منتشر شد، درخصوص قرارداد الجزایر و کردهای عراق سخنانی مطرح کرد که در افزایش تنش‌های بین ایران و عراق نقش داشت. او دراین مصاحبه در خصوص روابط بین دو کشور چنین گفت:
با قراردادی که در الجزائر بین عراق و ایران بسته شد، دو کشور تعهد دارند که دولت عراق به مخالفان رژیم ایران که در عراق بودند و از رادیو عراق استفاده تبلیغاتی علیه رژیم ایران می‌کردند و سیاست رژیم ایران را افشاء می‌نمودند امکان فعالیت ندهند و در قبالش ایران هم کوشش بکند تا ملا مصطفی بارزانی که رهبر کردها بود و در به ایران به سر می‌برد، نتواند علیه عراق فعالیتی انجام دهد و کردها نتوانند از امکانات ایران بهره‌برداری کنند و حتی ایران در اکثر موارد جلوی تحرک کردها را گرفت. حالا این مسئله عوض شده و دولت مرکزی ایران به آن قرارداد دیگر پایبند نیست؛ بنابر این رژیم یعنی عراق هم از ناحیه کردها از شمال و هم از ناحیه شیعیان از جنوب احساس خطر می‌کند حقیقت مانند یک گازانبری دولت مرکزی تحت فشار است و در داخل کشور با یک بحران مواجه گردیده و برای رهایی از این بحران کوشش می‌کند که این بحران را ولو اینکه موقتی هم باشد به خارج از مرز خود منتقل کند. بدین جهت دولت عراق دست به این اقدامات زده. البته این را نیز صریحاً می‌توان گفت که آیادی گذشته رژیم و حتی خود محمدرضا توسط افرادی که به عراق رفت و آمد می‌کنند دولت عراق را بر این کار و دخالت در عراق مرزهای ایران و ایجاد درگیری به دولت ایران تشویق کردند.

### نامزدی در اولین دوره انتخابات ریاست جمهوری
طباطبایی در اولین دوره انتخابات ریاست جمهوری به عنوان نامزد مستقل شرکت می‌کند و در این انتخابات چندان اقبالی یه وی نمی‌شود. او در این انتخابات ۱۱۴٬۷۷۶ رای کسب می‌کند که کمتر از ۱٪ ارا بوده و در مجموعه پس از ابوالحسن بنی‌صدر، احمد مدنی، حسن حبیبی و داریوش فروهر در رتبه پنجم قرار می‌گیرد.

### گروگانگیری
پس از اشغال سفارت آمریکا توسط دانشجویان پیرو خط امام و گروگانگیری اعضای سفارت صادق طباطبایی از طریق سفیر آلمان در تهران و سپس گنشر وزیر امورخارجه آلمان به آمریکایی‌ها پیامی مبنی بر مذاکره را می‌رساند. پس از گذشت چند ساعت و با استقبال کارتر، این مذاکره به پیش رفته و طباطبایی جهت مذاکره با هیئت آمریکایی به سرپرستی وارن کریستوفر، معاون وزیر امور خارجه وقت آمریکا به بن آلمان می‌رود. اگرچه گفته می‌شود کارتر با تمام شروط ایران برای آزادسازی گروگان‌ها موافق بود، اما در نهایت این مذاکرات با حذف طباطبایی و در نهایت تغییر مسیر آن به سمت ادامه عهدنامه ۱۹۸۱ الجزایر تغییر پیدا کرد.
همیلتون جردن، سخنگوی وقت کاخ سفید، در این مورد می‌نویسد: «فکر می‌کردم با یک فرد ریشو و اورکت پوشیده یا یک فرد روحانی روبه‌رو می‌شوم؛ اما با فردی مواجه شدم شبیه جنتلمن‌های فرانسوی، با کت و شلوار ابریشمی و کراوات که با زبان انگلیسی با من خوش و بش می‌کرد. من بر روی یک فرش ایرانی ایستاده بودم و با مردی مؤدب و خندان روبه‌رو شده بودم.»

### شایعه نامزدی در انتخابات ریاست جمهوری ۱۳۸۸

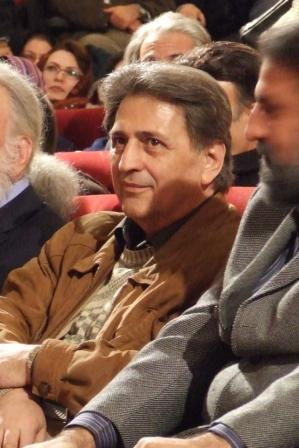
صادق طباطبایی در دی ماه ۱۳۸۵

در سال ۱۳۸۸ برخی از منابع خبری ایرانی از احتمال نامزدی او در انتخابات ریاست جمهوری دهم خبر دادند، اما او اقدامی در این راستا انجام نداد. اما در جریان تبلیغات انتخاباتی محسن رضایی یکی از کاندیداها وی را به عنوان مشاور خود اعلام کرد.

### اتهامات
طباطبایی در دوران فعالیت خود با دو اتهام اختلاس در خصوص خرید سلاح و حمل تریاک مواجه شد که در هر دو مورد به شهرت وی لطمه زد.
اتهام اختلاس
وی در زمان جنگ ایران و عراق در آلمان زندگی می‌کرد و به وکالت از روح‌الله خمینی، به تهیه اسلحه برای دولت ایران مشغول بود ولی در یک مورد پس از خرید و ارسال دویست عدد تفنگ ام۱۰۶ به سوءاستفاده و کم‌فروشی متهم شد که با بررسی قضایی از اتهام وارده تبرئه و پرونده بسته شد.
قاچاق تریاک
در ۸ ژانویه ۱۹۸۳ یک کیلو و ششصد و پنجاه گرم تریاک در چمدان طباطبایی در فرودگاه شهر دوسلدورف آلمان پیدا شد. صادق طباطبایی از سوی دادگستری آلمان غربی متهم به انتقال مواد مخدر به این کشور شد. مسئولان سفارت ایران اعلام کردند او مصونیت دیپلماتیک دارد و مأمور ویژه ایران است. این موضوع در آلمان اختلاف‌برانگیز شد. ابتدا دادگاه اسناد در خصوص دیپلمات بودن طباطبایی را رد کرد. اما در نهایت اثبات شد که وی دارای گذرنامه دیپلماتیک است و دادگاه مصونیت قضایی وی را پذیرفت ولی دادگاه غیابی به سه سال زندان محکوم کرد. صادق طباطبایی مدعی است دادگاه عالی آلمان غربی وی را تبرئه کرده است و ماجرا را به توطئه کشور عراق همراه با سیستم امنیتی شوروی سابق با عاملیت عناصر وابسته به حزب توده بوده منتسب می‌سازد که در چمدان وی بسته حاوی تریاک گذاشته‌اند. خودش دلیل اصلی این کار را تلاش برای متقاعد ساختن دولت وقت فرانسه به خرید سلاح به ایران و توقف معاملات نظامی با عراق می‌داند که عراقی‌ها متوجه شده و علیه وی و اخلال در روابط ایران و فرانسه توطئه کرده‌اند. فعالان حزب توده ایران این ادعا را رد کرده و مدعی هستند با اعمال نفوذ سفارت ایران و همچنین روابط نزدیک طباطبایی با دولت وقت آلمان وی از مجازات فرار کرده است. به ادعای آنها ماجرای چمدان حاوی تریاک طباطبایی به صورت یک پرونده دادگاهی در آرشیو پلیس آلمان ضبط است و او در دادگاه پذیرفته بود بسته تریاک متعلق به او است.
صادق طباطبایی، به جرم قاچاق ۱٫۵ کیلوگرم تریاک در ۱۹۸۳ در آلمان بازداشت می‌شود و به علت داشتن پاسپورت دیپلماتیک (مصونیت سیاسی) آزاد می‌شود. این در حالی است که بی‌بی‌سی فارسی، مدعی است که او به دلیل قاچاق یک کیلو و هشتصد گرم تریاک بازداشت شد. اما بعد دادگاه وی را تبرئه کرد که به عقیده مخالفان جمهوری اسلامی، آقای طباطبایی با وساطت دیپلماتیک جمهوری اسلامی ایران توانست این پرونده را به سود خود ببندد. برخی از روزنامه‌ها، مقدار تریاک قاچاقی را ۱٫۶۵ کیلوگرم گزارش داده‌اند که در فرودگاه دوسلدورف، کشف گردید. به گزارش نیویورک تایمز، طباطبایی در فرودگاه دوسلدولف در آلمان غربی به تاریخ ۸ ژانویه ۱۹۸۳ بازداشت شد. اتهام او حمل ۴ پوند تریاک خام در چمدانش بود که توسط مأمورین گمرک فرودگاه کشف شد. در مارس، در دادگاه آلمان غربی او به جرم قاچاق مواد مخدر به ۳ سال زندان محکوم شد که شب قبل از صدور حکم، او به ایران گریخت. اما روزنامه کوریور می‌نویسد که طباطبایی (برادرزن احمد خمینی) مقدار ۳۰ پوند تریاک قاچاق کرده بوده است. اسپوکن کرونیکال نوشته است که میزان تریاک خام قاچاقی طباطبایی، ۳ پوند بوده که به ارزش ۱۷ هزار دلار بوده است.
پس از آزادی وی از زندان آلمان، صادق طباطبایی تا زمان فوتش، هیچ سمَت و مسئولیتی را در ایران عهده‌دار نشد.

## درگذشت

قبر صادق طباطبایی در میان قبرهای صحن روح‌الله خمینی

سید صادق طباطبایی که سال ۱۳۹۲ مبتلا به سرطان ریه شده بود، پس از یک سال در ۲ اسفند ۱۳۹۳ در دوسلدورف آلمان درگذشت. سید علی خامنه‌ای در پیام کوتاهی درگذشت صادق طباطبایی را به خواهرش تسلیت گفت. او در آرامگاه سید روح‌الله خمینی به خاک سپرده شد.